# The 5th Dimension
The 5th Dimension là một nhóm nhạc hòa âm đại chúng, họ có các tiết mục bao gồm pop, R&B, soul, jazz, light opera và sân khấu Broadway - hỗn hợp này còn được đặt tên là "Champagne Soul".
Với tên gọi ban đầu The Versatiles và được phát hành cuối năm 1965, dựa theo người sáng lập và cuốn hồi ký tự truyện hiện đã phát hành của LaMonte McLemore, nhóm nhạc đổi tên thành một nghệ danh khá sành điệu, The 5th Dimension. Đến năm 1966 nhóm trở nên nổi tiếng nhất trong cuối thập niên 1960 đến đầu thập niên 1970 bằng việc phổ biến các hit "Up, Up and Away", "Stoned Soul Picnic", "Medley: Aquarius/Let the Sunshine In (The Flesh Failures)", "Wedding Bell Blues", "One Less Bell to Answer", "(Last Night) I Didn't Get to Sleep at All" và LP The Magic Garden.